# 鈴と3つごのボーイフレンド
『鈴と3つごのボーイフレンド』（すずとみつごのボーイフレンド）は、うちはら香乃による日本の漫画作品。『ちゃお』（小学館）にて、2015年10月号から12月号まで連載された後、2016年4月号から7月号まで連載された。その後、『ちゃおデラックス』（同）でも2016年11月号、2017年5月号、同年7月号、11月号、2018年7月号に掲載された。

## ストーリー
お兄ちゃんが大好きな小学5年生の小出鈴はある日、兄から3本のカラーペンをもらう。しかし兄は、大学進学を機に寮生活を始め、鈴は落ち込む。するとその直後、謎の美少年3人が現れ、転校生としてクラスに転入する。名を色臣緋生、夕蒼、碧春という三つ子でその正体は妖精界から人間界に一人前の妖精になるためやってきて鈴のペンに宿ることに。鈴をハッピーにするため3人は一緒に暮らすことに。

## 登場人物
小出鈴（こいで すず）
小学5年生。お兄ちゃんっ子。三つ子が宿るカラーペンの持ち主。
色臣緋生（しきおみ ひゅう）
赤ペンの妖精で三つ子の長男。性格は純情であり、だれに対してもフレンドリーである。運動神経抜群。
色臣夕蒼（しきおみ ゆずき）
青ペンの妖精で三つ子の次男。性格はクールでしっかり者。知的でみんなをまとめる。
色臣碧春（しきおみ みはる）
緑ペンの妖精で三つ子の三男。いたずら好きだが、怒ると怖い。
大山れおな（おおやま れおな）
鈴の同級生。三つ子の正体を知っている。

## 書誌情報
- うちはら香乃『鈴と3つごのボーイフレンド』小学館〈ちゃおコミックス〉、全2巻
  1. 2016年7月27日初版発行、ISBN 978-4-09-138606-9
  2. 2018年10月6日初版発行、ISBN 978-4-09-870201-5